# Albóre Jazz
Albóre Jazz is een Japans platenlabel, waarop jazz uitkomt. Het is gespecialiseerd in Italiaanse en andere Europese jazz. Het label is gevestigd in Tokyo en wordt geleid door Satoshi Toyoda.
Artiesten op het label zijn onder meer: Roberto Gatto, Luigi Martinale, Vittorio Sicbaldi, Max Ionata, Michelangelo Mazzari, Dario Carnovale, Pietro Lussu, Emanuele Cisi, Rossano Baldini en Tony Arco.